# Dorwać małego (serial telewizyjny)
Dorwać małego (ang. Get Shorty) – amerykański serial telewizyjny (komedia) wyprodukowany przez  MGM Television, 
który jest luźną adaptacją powieści „Dorwać Małego” autorstwa Elmore Leonarda. Serial jest emitowany od 13 sierpnia 2017 roku przez Epix.

## Fabuła
Serial opowiada o  Milesie Daly, płatnym zabójcy, który chce być producentem w Hollywood.

## Obsada

### Główne
- Chris O’Dowd jako Miles Daly[2]
- Ray Romano jako Rick Moreweather[2]
- Sean Bridgers jako Louis[3]
- Lidia Porto jako Amara[3]
- Goya Robles jako Yago[3]
- Megan Stevenson jako April Quinn[3]
- Carolyn Dodd jako Emma[3]
- Lucy Walters jako Katie[3]

### Role drugoplanowe
- Sarah Stiles jako Gladys[4]
- Antwon Tanner jako Lyle[5]

## Odcinki
| Sezon | Sezon | Odcinki | Oryginalna emisja Epix | Oryginalna emisja Epix | Oryginalna emisja Showmax | Oryginalna emisja Showmax | Oryginalna emisja Showmax |
| Sezon | Sezon | Odcinki | Premiera sezonu        | Finał sezonu           | Premiera sezonu           | Finał sezonu              |                           |
| ----- | ----- | ------- | ---------------------- | ---------------------- | ------------------------- | ------------------------- | ------------------------- |
|       | 1     | 10      | 13 sierpnia 2017       | 8 października 2017    | 2 listopada 2017          | 2 listopada 2017          |                           |
|       | 2     | 10      | 12 sierpnia 2018       | 7 października 2018    | 13 sierpnia 2018          | 8 października 2018       |                           |
|       | 3     | 7       | 6 października 2019    | 17 listopada 2019      | 1 lutego 2020             | 14 marca 2020             |                           |

### Sezon 1 (2017)
| Nr | #  | Tytuł                 | Reżyseria                | Scenariusz                       | Premiera Epix       | Premiera Showmax |
| -- | -- | --------------------- | ------------------------ | -------------------------------- | ------------------- | ---------------- |
| 1  | 1  | The Pitch             | Allen Coulter            | Davey Holmes                     | 13 sierpnia 2017    | 2 listopada 2017 |
| 2  | 2  | Sins of a Chambermaid | Colin Bucksey            | Davey Holmes                     | 13 sierpnia 2017    | 2 listopada 2017 |
| 3  | 3  | The Yips              | Adam Arkin               | Dan Nowak                        | 20 sierpnia 2017    | 2 listopada 2017 |
| 4  | 4  | From Stamos With Love | Daisy von Scherler Mayer | John Stuart Newman               | 27 sierpnia 2017    | 2 listopada 2017 |
| 5  | 5  | A Man of Letters      | Ed Bianchi               | Davey Holmes, Laura Jacqmin      | 3 września 2017     | 2 listopada 2017 |
| 6  | 6  | Epinephrine           | Ed Bianchi               | Jennifer Hoppe, Nancy Fichman    | 10 września 2017    | 2 listopada 2017 |
| 7  | 7  | Grace Under Pressure  | Daniel Attias            | Davey Holmes, John Stuart Newman | 17 września 2017    | 2 listopada 2017 |
| 8  | 8  | Shot on Location      | Daniel Attias            | Laura Jacqmin                    | 24 września 2017    | 2 listopada 2017 |
| 9  | 9  | Turnaround            | Adam Arkin               | Davey Holmes                     | 1 października 2017 | 2 listopada 2017 |
| 10 | 10 | Blue Pages            | Adam Arkin               | Davey Holmes                     | 8 października 2017 | 2 listopada 2017 |

### Sezon 2 (2018)
| Nr | #  | Tytuł                                           | Reżyseria                | Scenariusz                     | Premiera Epix       | Premiera Showmax    |
| -- | -- | ----------------------------------------------- | ------------------------ | ------------------------------ | ------------------- | ------------------- |
| 11 | 1  | And What Have We Learned?                       | Adam Arkin               | Davey Holmes                   | 12 sierpnia 2018    | 13 sierpnia 2018    |
| 12 | 2  | Pest Control                                    | Adam Arkin               | Etan Frankel                   | 12 sierpnia 2018    | 13 sierpnia 2018    |
| 13 | 3  | Selenite                                        | Daisy von Scherler Mayer | Laura Jacqmin                  | 19 sierpnia 2018    | 20 sierpnia 2018    |
| 14 | 4  | We'll Let You Know                              | Daisy von Scherler Mayer | Hiram Martinez                 | 26 sierpnia 2018    | 27 sierpnia 2018    |
| 15 | 5  | Fifteen to Thirty Minutes (Depending on Weight) | Adam Arkin               | Davey Holmes & Alex Carmedelle | 2 września 2018     | 3 września 2018     |
| 16 | 6  | Unlimited (Limited)                             | Adam Arkin               | Laura Jacqmin                  | 9 września 2018     | 10 września 2018    |
| 17 | 7  | Banana Split                                    | So Yong Kim              | Hiram Martinez                 | 16 września 2018    | 17 września 2018    |
| 18 | 8  | Curtains                                        | So Yong Kim              | Etan Frankel                   | 23 września 2018    | 24 września 2018    |
| 19 | 9  | Safe Space                                      | Adam Arkin               | Laura Jacqmin, Alex Carmedelle | 30 września 2018    | 1 października 2018 |
| 20 | 10 | Pickle                                          | Adam Arkin               | Davey Holmes                   | 7 października 2018 | 8 października 2018 |

### Sezon 3 (2019)
| Nr | # | Tytuł                              | Reżyseria            | Scenariusz                    | Premiera Epix        | Premiera Cinemax |
| -- | - | ---------------------------------- | -------------------- | ----------------------------- | -------------------- | ---------------- |
| 21 | 1 | What To Do When You Land           | Adam Arkin           | Davey Holmes                  | 6 października 2019  | 1 lutego 2020    |
| 22 | 2 | Dark Roast, Oat Milk, Two Splendas | Adam Arkin           | Laura Jacqmin                 | 13 października 2019 | 8 lutego 2020    |
| 23 | 3 | Strong Move                        | Eric Galileo Tignini | Hiram Martinez                | 20 października 2019 | 15 lutego 2020   |
| 24 | 4 | What Else Did God Say?             | Davey Holmes         | Alex Carmedelle               | 27 października 2019 | 22 lutego 2020   |
| 25 | 5 | The Stick                          | Davey Holmes         | Davey Holmes                  | 3 listopada 2019     | 29 lutego 2020   |
| 26 | 6 | Tomorrow They Light Me On Fire     | Adam Arkin           | Laura Jacqmin, Hiram Martinez | 10 listopada 2019    | 7 marca 2020     |
| 27 | 7 | Should Not Throw Stones            | Adam Arkin           | Davey Holmes, Alex Carmedelle | 10 listopada 2019    | 14 marca 2020    |

## Produkcja
25 maja 2016 roku, platforma Epix zamówiła pierwszy sezon komedii
W sierpniu 2016 roku, podano, że główne role w serialu zagrają: Chris O’Dowd i Ray Romano
Na początku listopada 2016 roku, poinformowano, że do obsady dołączyli: Sean Bridgers jako Louis, Lidia Porto jako Amara, Goya Robles jako Yago, Megan Stevenson jako April Quinn, Carolyn Dodd jako Emma, Lucy Walters jako Katie oraz Sarah Stiles jako Gladys.

W marcu 2017 roku, ogłoszono, że Antwon Tanner będzie powracał w serialu.

27 sierpnia 2017 roku, stacja Epix ogłosiła przedłużenie serialu o drugi sezon.

12 grudnia 2018 roku, stacja Epix ogłosiła przedłużenie serialu trzeci sezon